# 中央通り (東京都)

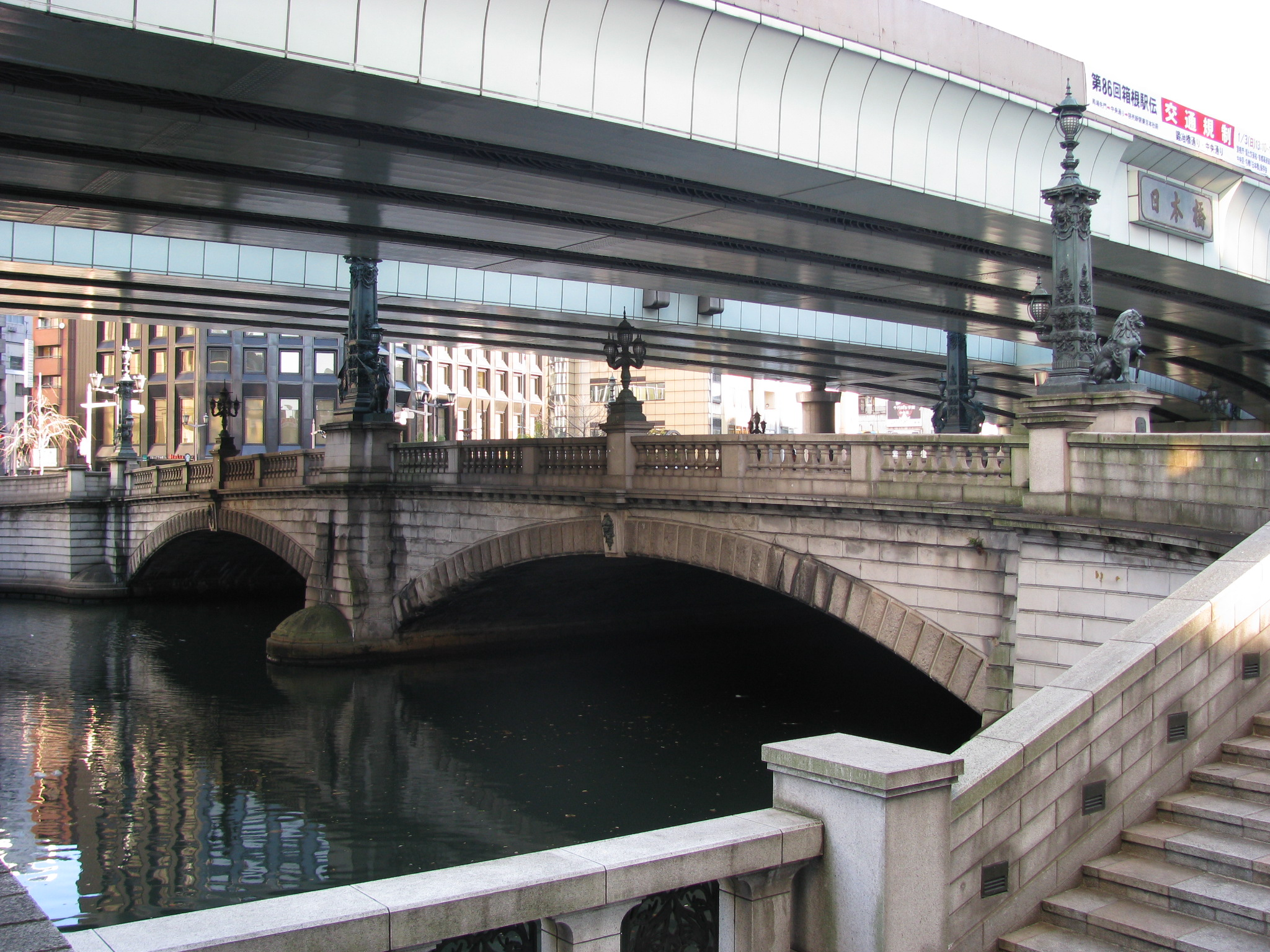
日本橋上の中央通り。下を流れるのは日本橋川、上空の高架は首都高速都心環状線。

中央通り（ちゅうおうどおり）は、東京都港区から同中央区を経由し、同台東区に至る道路の通称である。国道15号、国道17号、都道437号などから構成される。

## 概要
港区新橋から北へ、銀座・京橋・日本橋・神田・秋葉原・上野といった商業地や繁華街を通る都心の大動脈で、東京都都市計画道路放射28号として指定されている。また途中で経由する日本橋は日本の道路の起点とされており、日本国道路元標がある。地下には日本初の地下鉄路線である東京メトロ銀座線（旧東京地下鉄道）が走行している。
1986年8月10日に明治近代化のシンボル・銀座の道として、旧建設省と「道の日」実行委員会により制定された日本の道100選の一つにも選ばれており、中央区の公式通称ではないが、銀座通り口交差点から銀座八丁目交差点にかけては地元商店街が独自に「銀座中央通り」の愛称で呼ばれることもある（道路標識は「中央通り」）。
全線に渡り東側をバイパスの昭和通りが並行しており、起終点で交差する。
起点の港区新橋から日本国道路元標までの区間は東海道、日本国道路元標から室町三丁目南交差点までは奥州街道に該当する。同じく日本国道路元標から室町三丁目南交差点を経由し須田町交差点の手前までの区間は中山道に該当する。須田町交差点から万世橋を経由して終点の上野までの区間は、明治以降に整備された新しい道で「御成街道」とも呼ばれた。
沿道のシダレヤナギが通りのシンボルとなっていたが、共同溝整備の際に控除され、一方で都電の廃線の舗石が歩道の一部に再利用された。

### 路線データ
- 通称道路名：中央通り
- 整理番号：6[5]
- 起点：港区新橋一丁目 新橋交差点（2010年頃より交差点名標識無し）（第一京浜、外堀通り、昭和通りとの交点）[5]
- 終点：台東区上野六丁目 上野駅交差点（昭和通りとの交点）[5]

### 構成道路
- 国道15号（起点 - 日本橋）
  - 日本橋交差点 - 日本橋では国道1号・国道20号と重複[注釈 1]
- 国道17号（日本橋 - 万世橋交差点）
  - 日本橋 - 室町三丁目交差点では国道4号・国道6号・国道14号と重複[注釈 2]。
- 東京都道437号秋葉原雑司ヶ谷線（万世橋交差点 - 上野四丁目交差点）
- 東京都道452号神田白山線（上野四丁目交差点 - 終点）
  - 東京都道437号支線と重複。

### 道路管理者
- 起点から日本橋まで 国土交通省 関東地方整備局 東京国道事務所 品川出張所
- 日本橋から万世橋交差点まで 国土交通省 関東地方整備局 東京国道事務所 万世橋出張所
- 万世橋交差点から終点まで 東京都（千代田区内は第一建設事務所、台東区内は第六建設事務所）

## 歴史

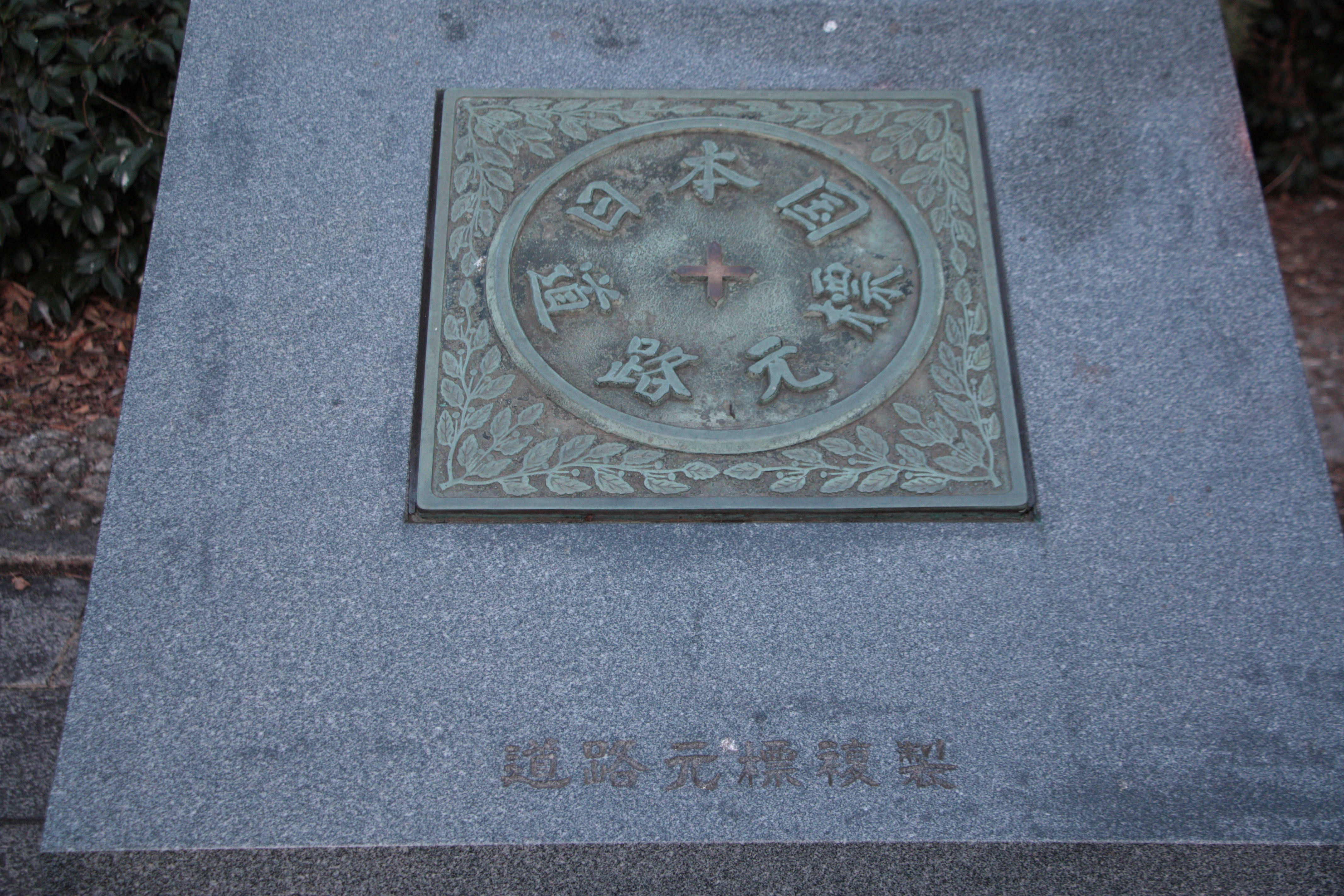
日本橋にある日本国道路元標

1603年（慶長8年）、徳川幕府は江戸城の東側海岸地を埋め立てて江戸の町割りを行い、街道を整備した。このとき日本橋が架けられ、翌1604年（慶長9年）に幕府は日本橋を五街道の起点と定めて、街道筋に一里塚を築いた。五街道のうち、品川宿へと向かう東海道が現在の中央通りの日本橋以南、板橋宿へと向かう中山道が日本橋から須田町交差点の南側までの区間である。千住宿へと向かう日光街道・奥州街道 は現在の室町三丁目南交差点で中山道から、内藤新宿へと向かう甲州街道は日本橋交差点で東海道から分岐していた。1873年（明治6年）、明治政府は日本橋に道路元標を設置して、全国各地へ延びる国道の起点とし、これは現在も日本国道路元標とした標識板に形を変えて日本橋の路面中央部に埋め込まれている。
神田川以北は五街道ではなく、江戸城から寛永寺へと向かう御成道（御成街道）に由来する。御成道は昌平橋と現在の万世橋の間の位置にあった筋違橋から下谷広小路（現在の上野広小路）を経て、寛永寺境内（現在の上野恩賜公園）の参道に接続していた。「御成街道」の名前は御成街道架道橋に残っている。また、万世橋の前後は架橋に伴って整備された道筋である。
日本橋周辺は、江戸の中心として有名大店が軒を並べ、魚河岸や青物市場が開かれるなど、江戸の台所として発展。明治以降、中央通りは百貨店や問屋が立ち並ぶ通りへと変わり、現代も東京の金融や商業の中心地として沿道は発展している。
1872年（明治5年）の銀座大火後、当時東京府知事の由利公正は、銀座地区の区間（銀座通り）に面する建物の不燃化を目指し、レンガ造りの洋風建築街（銀座煉瓦街）を完成させた。このとき、道路幅を当時のレベルでは画期的な広さである15間（約27m）に拡幅改良して、歩道も分離してレンガで敷き詰め、マツやサクラの街路樹を植えた。由利は大火を受けて東京を防火防災都市とすべく銀座に煉瓦造りの建築物を数多く建てたり、銀座大通りの幅員を「ニューヨークやロンドンの目抜き通り並に45.5mに拡張すべし」と主張（結局は27.3mの拡幅となった）するなどといった都市改造計画を立案・実行に移した。
1882年（明治15年）には新橋から上野までを含む区間で、日本初の馬車鉄道である東京馬車鉄道が開業した。銀座地区はガス灯が灯るなど西洋化を取り入れた先進的なモダンな通りへと変わっていき、繁華街として発展を見せはじめる。
1967年（昭和42年）に通りを走る都電本通線（通称：銀座線）が廃止され、その翌年ごろから中央通りは電線共同溝を設置して電線の地中化を推進して電柱をなくし、歩道に御影石を敷き詰めて、デザイン街灯を設置するなど、それまでの中央通りの印象を大きく変貌させていった。さらに、1970年（昭和45年）からは銀座地区が歩行者天国をいち早く実施した通りとなった。歩行者天国が実施される休日にはパラソルやテーブルが並び、人々で賑わう道路となっている。また、その後に中央通りのほかの区間でも歩行者天国が実施されている（後述の節「歩行者天国」を参照）。
なお、日本橋の南側には、中央通りに沿って日本橋区通（読みは「とおり」、京橋区との合区後は中央区日本橋通）の町名があった。現在は中央区日本橋の一部となっているが、バス停名として「通り三丁目」が残っている。

### 年表

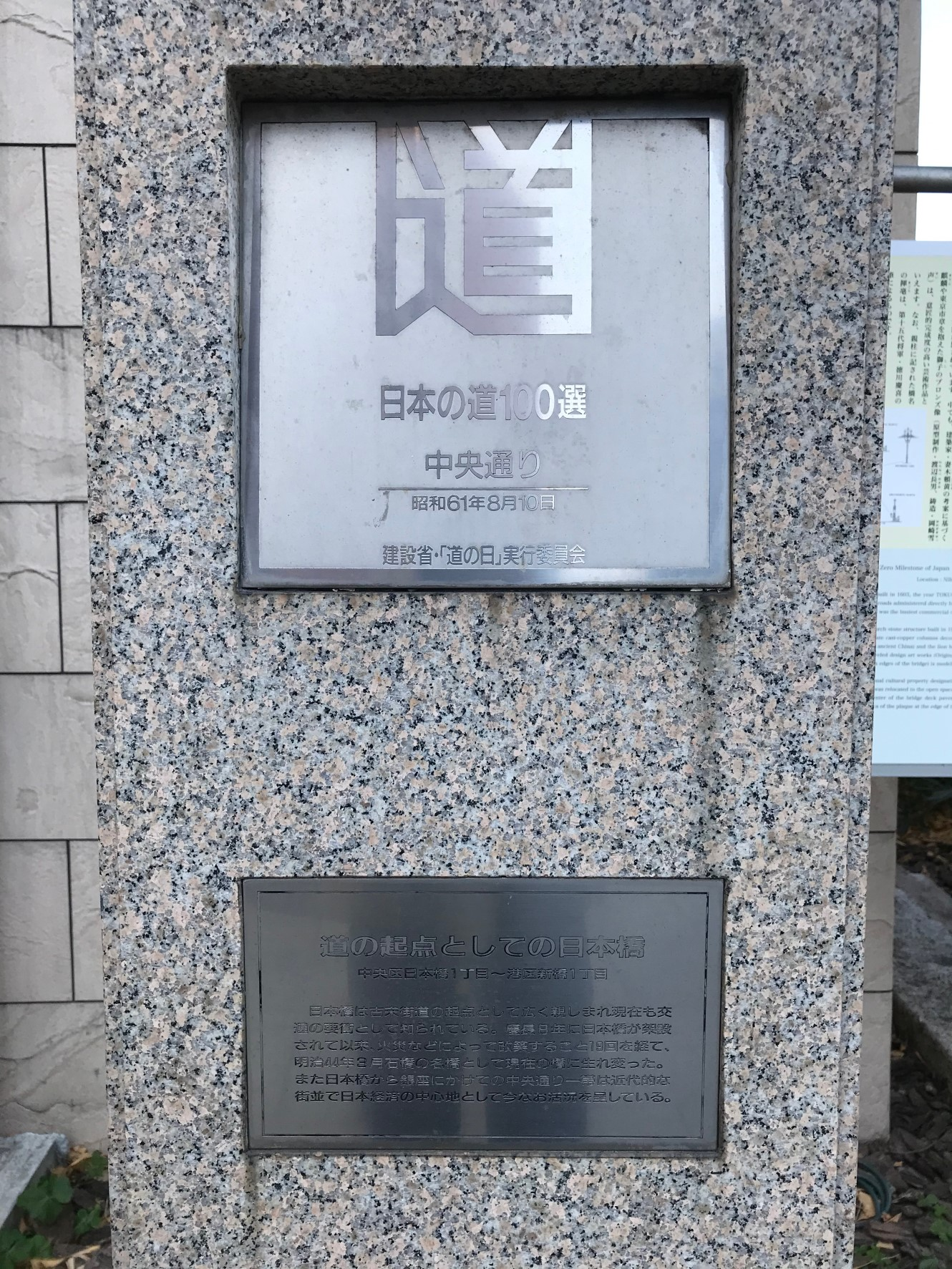
日本の道100選に登録されたことを意味する標識。

- 1601年（慶長6年）： 徳川家康が、五街道（東海道・中山道・甲州街道・奥州街道・日光街道）の整備を始める。
- 1603年（慶長8年）： 初代日本橋が架橋される。
- 1604年（慶長9年）： 日本橋が五街道の起点とされる。
- 1872年（明治5年）2月26日： 和田倉門付近から出火した銀座大火により銀座一帯が焼失。その後、銀座煉瓦街が建造され、煉瓦街にちなんで煉瓦通りと呼ばれる。
- 1876年（明治9年）6月8日： 「太政官達第60号」（道路ノ等級ヲ廢シ國道縣道里道ヲ定ム）にて、日本橋を起点とする国道などが制定され、現在の中央通りも一部に指定される。
- 1885年（明治18年）2月24日： 「内務省告示第6号」（國道表）にて、「1號」（東京ヨリ橫濱ニ達スル路線）などに指定される。
- 1920年（大正9年）4月1日： 「道路法」に基づく「路線認定」が施行され、国道1号（東京から神宮に達する路線）などに指定。
- 1923年（大正12年）9月1日： 関東大震災により沿道の建物などは倒壊・焼失し、ほぼ壊滅状態となる。
- 1923年（大正12年）9月27日： 帝都復興院が設立され、その後震災復興再開発事業による再整備が始まる。
- 1930年（昭和5年）1月1日： 営団地下鉄銀座線の上野駅から万世橋駅までが開通し、中央通り直下を始めて通ることとなる。
- 1930年（昭和5年）3月26日： 帝都復興祭が行われ、東京中心部がほぼ現在の街路・街並みとなる。
- 1952年（昭和27年）12月4日： 道路法に基づく「路線指定」で、一級国道1号などに指定される。
- 1959年（昭和34年）： 京橋川と汐留川の埋め立てが始まり、その後、それぞれの橋である京橋と新橋が撤去される。
- 1962年（昭和34年）4月25日： 「東京都通称道路名設定公告」にて、通称道路名「中央通り」となる。
- 1964年（昭和39年）2月7日： 「建設省告示第148号」にて、東京都都市計画道路放射28号に指定。
- 1965年（昭和40年）4月1日： 道路法改正によって、一般国道1号などとなる。
- 1970年（昭和45年）8月2日： 銀座にて東京で最初の歩行者天国が始まる。
- 1986年（昭和61年）8月10日： 日本橋 - 新橋間の中央通りが日本の道100選に選定される[10]。
- 2016年（平成24年）10月7日： 銀座中央通りで、約80万人を集めたリオデジャネイロオリンピック・パラリンピックでメダルを獲得した選手たちによる凱旋パレードが開催される[11]。

## 路線状況

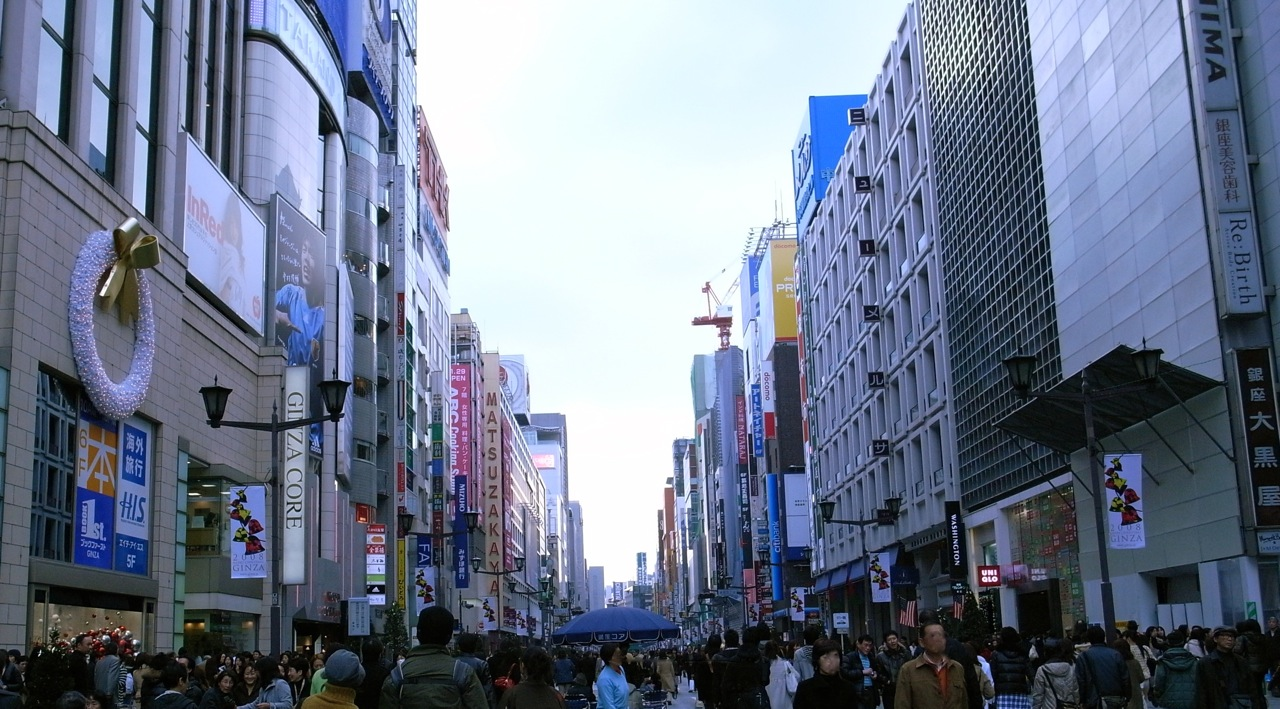
銀座の歩行者天国

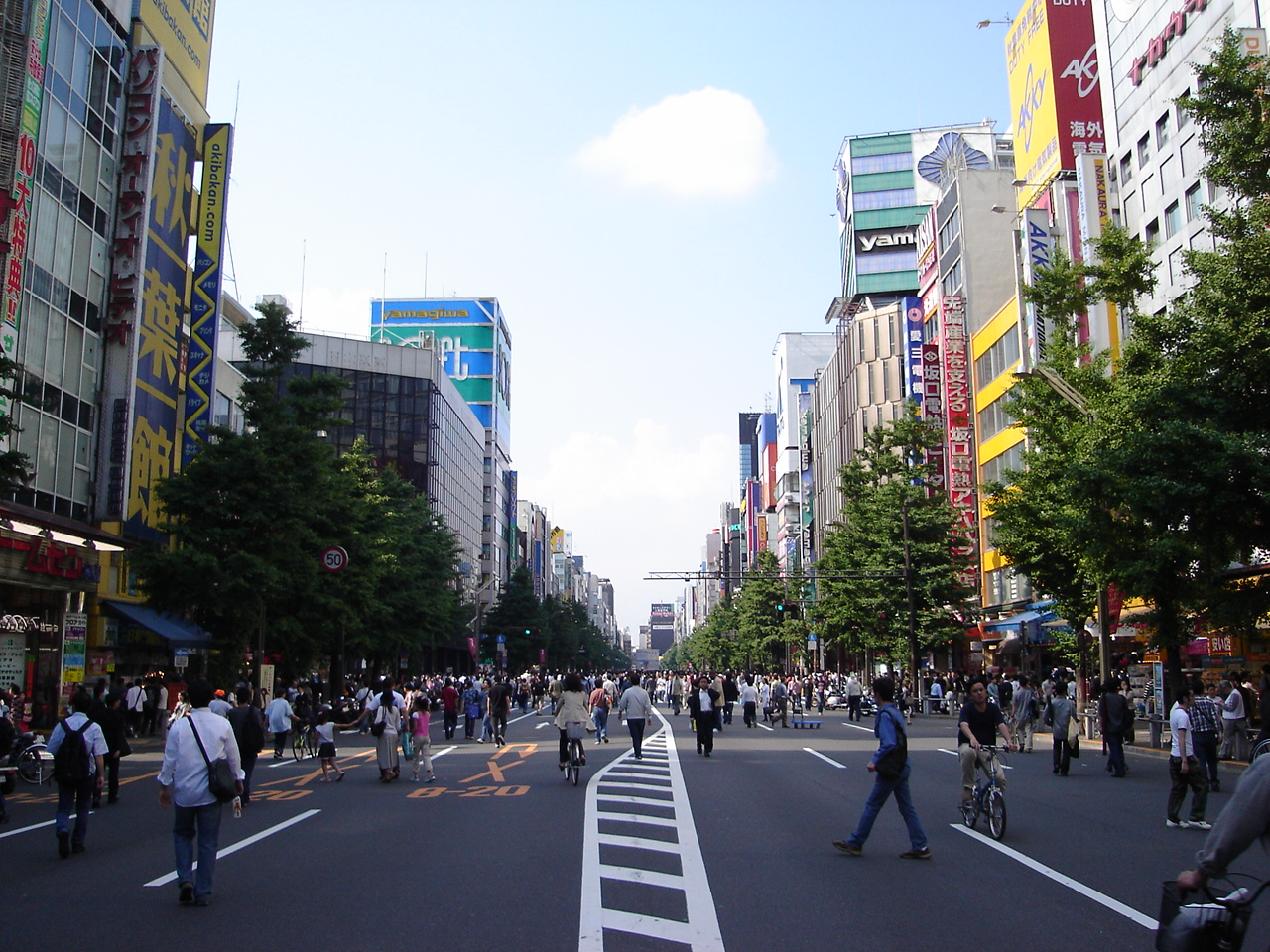
秋葉原の歩行者天国

### 道路施設
- 日本橋（日本橋川）
- 万世橋（神田川）

### 交通量
平日24時間交通量（台）
- 中央区日本橋室町1-5：25,597

### 歩行者天国
かつて、中央通りのほぼ全線となる銀座地区から上野駅までの間で、毎週日曜日と休日に歩行者天国が実施されており、東洋一の長さを誇るとも言われていた。しかし1999年に、基本的にビジネス街であり閑散としていた神田地区の歩行者天国が廃止され、2001年には上野・御徒町地区と日本橋・京橋地区が廃止された。秋葉原地区も秋葉原通り魔事件などの影響で2008年から中止されたため、一時は銀座地区のみでの実施となっていた。秋葉原の歩行者天国は2010年1月23日より半年間の試行期間を経て再開されている。

## 地理

### 通過する自治体
- 東京都
  - 港区 - 中央区 - 千代田区 - 台東区

### 交差する道路
起点から順に記載。
| 路線                                      | 交差する道路（通称）                              | 交差する場所       | 交差する場所                               |
| ----------------------------------------- | ------------------------------------------------- | ------------------ | ------------------------------------------ |
| 国道15号（第一京浜） 品川・川崎方面       |                                                   |                    |                                            |
| 国道15号                                  | 都道316号（昭和通り）・都道405号（外堀通り）      | 港区               | 新橋交差点（2010年頃より交差点名標識無し） |
| 国道15号                                  | 都道304号（晴海通り）                             | 中央区             | 銀座四丁目交差点                           |
| 国道15号                                  | 特別区道中京第402号線（鍛冶橋通り）               | 中央区             | 京橋交差点                                 |
| 国道15号                                  | 都道408号（八重洲通り）                           | 中央区             | 日本橋三丁目交差点                         |
| 国道1号 国道15号 国道20号                 | 都道408号（八重洲通り）                           | 中央区             | 日本橋三丁目交差点                         |
| 国道1号・国道20号・都道10号（永代通り）   | 日本橋交差点                                      | 中央区             |                                            |
| 日本橋                                    |                                                   |                    |                                            |
| 国道4号 国道6号 国道14号 国道17号         | 特別区道中日第141号線（奥州街道、本町通り）       | 中央区             | 室町三丁目南交差点                         |
| 国道4号 国道6号 国道14号 国道17号         | 国道4号・国道6号・国道14号・都道407号（江戸通り） | 中央区             | 室町三丁目交差点                           |
| 国道17号                                  | 国道4号・国道6号・国道14号・都道407号（江戸通り） | 中央区             | 室町三丁目交差点                           |
| 都道302号（靖国通り）、特別区道（中山道） | 須田町交差点                                      | 中央区             |                                            |
| 国道17号                                  | 千代田区                                          | 万世橋交差点       |                                            |
| 国道17号                                  | 千代田区                                          | 万世橋交差点       | 都道437号                                  |
| （蔵前橋通り）                            | 千代田区                                          | 外神田五丁目交差点 |                                            |
| 都道453号（春日通り）                     | 台東区                                            | 上野広小路交差点   |                                            |
| 都道437号・都道452号（不忍通り）          | 台東区                                            | 上野四丁目交差点   |                                            |
| 都道437号・都道452号（不忍通り）          | 台東区                                            | 上野四丁目交差点   | 都道452号                                  |
| 国道4号（昭和通り）                       | 台東区                                            |                    |                                            |
| 都道463号（浅草通り） 駒形橋方面          |                                                   |                    |                                            |

### 鉄道
ほぼ中央通りの全線にわたり、東京メトロ銀座線が地下に敷設されており、比較的地面に近いところを通っている。また、かつての都電1系統は中央通りの上を走っていた。

#### 並行する鉄道

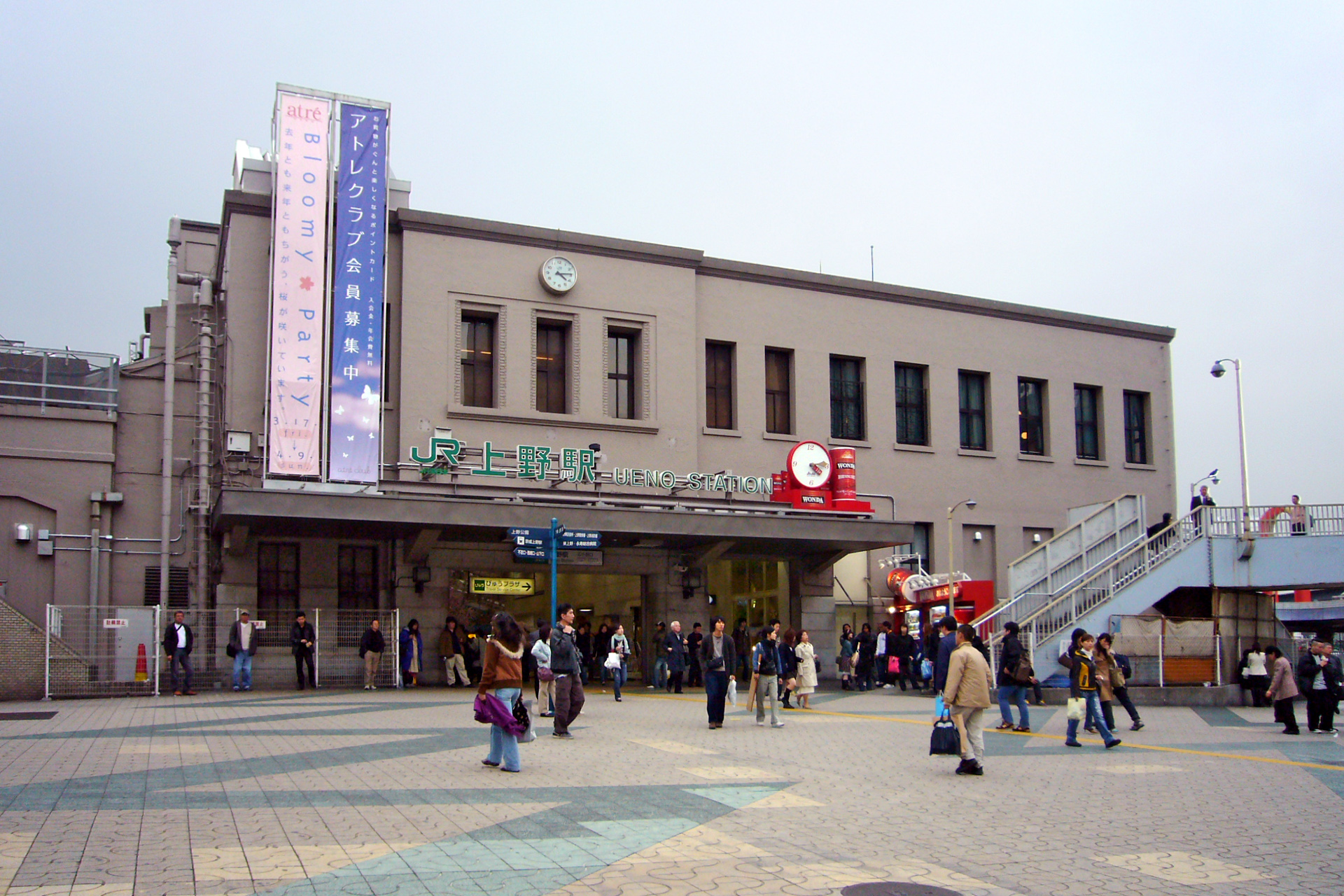
上野駅広小路口

- 東京メトロ銀座線（新橋駅 - 銀座駅 - 京橋駅 - 日本橋駅 - 三越前駅 - 神田駅 - 末広町駅 - 上野広小路駅 - 上野駅）

#### 周辺の鉄道
- JR東海道線（新橋駅）

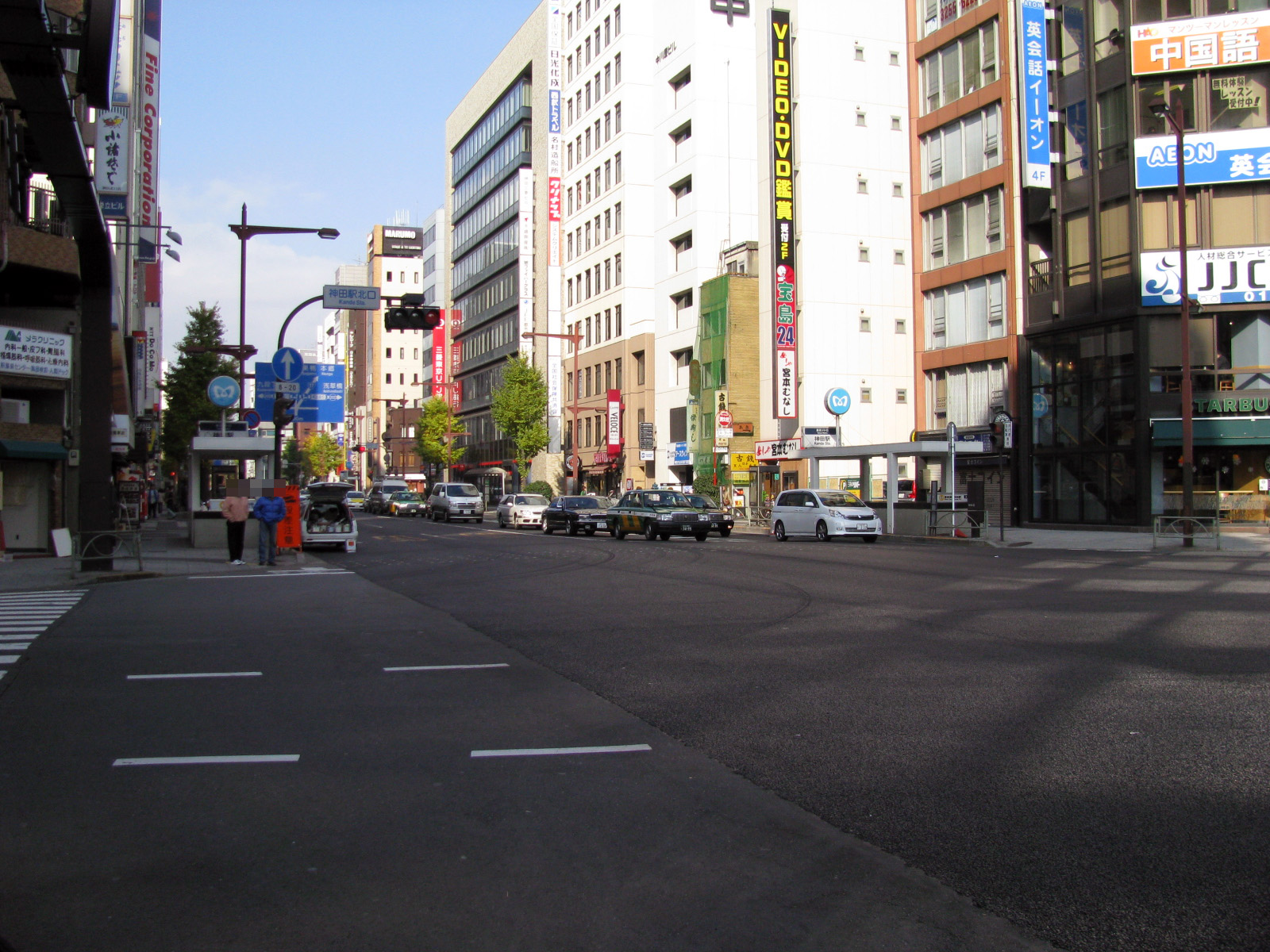
神田駅北口交差点

- JR山手線・京浜東北線（新橋駅 -- 神田駅 - 秋葉原駅 - 御徒町駅 - 上野駅）
- JR横須賀線（新橋駅）
- JR中央線（神田駅）
- JR総武線（秋葉原駅）
- JR総武快速線（新日本橋駅）
- JR東北線・常磐線（上野駅）
- 京成電鉄京成本線（京成上野駅）
- 東京メトロ丸ノ内線（銀座駅）
- 東京メトロ日比谷線（銀座駅 -- 上野駅）
- 東京メトロ有楽町線（銀座一丁目駅）
- 東京メトロ東西線（日本橋駅）
- 東京メトロ半蔵門線（三越前駅）
- 都営地下鉄浅草線（新橋駅）
- 都営地下鉄大江戸線（上野御徒町駅）
- ゆりかもめ（新橋駅）